# Бира (Русия)
 Тази статия е за населеното място в Русия.  За алкохолната напитка вижте Бира.  
Бира (на руски: Бира) е селище от градски тип в Облученски район на Еврейската автономна област в Русия. Намира се на левия бряг на река Бира.
Разстоянието до районния център Облучие е около 120 км (на запад по автомобилния път Чита – Хабаровск), Разстоянието до областния център Биробиджан е около 50 км (на изток по същия път).

## История
Селището Бира е основано през 1894 г. Населеното място възниква на мястото на село на китайски поданици. През 1894 г. в селото е имало 29 фанзи с 276 жители.
Името на населеното място е дадено по това на река Бира, което в превод от местния език означава „река“. По други източници името на селището Бира означава „Голяма вода“.
Според друга версия, селището е основано през 1908 г. от петимата братя Бобиреви, близо до лагера „Бирар“.